# 국도 제55호선 (핀란드)

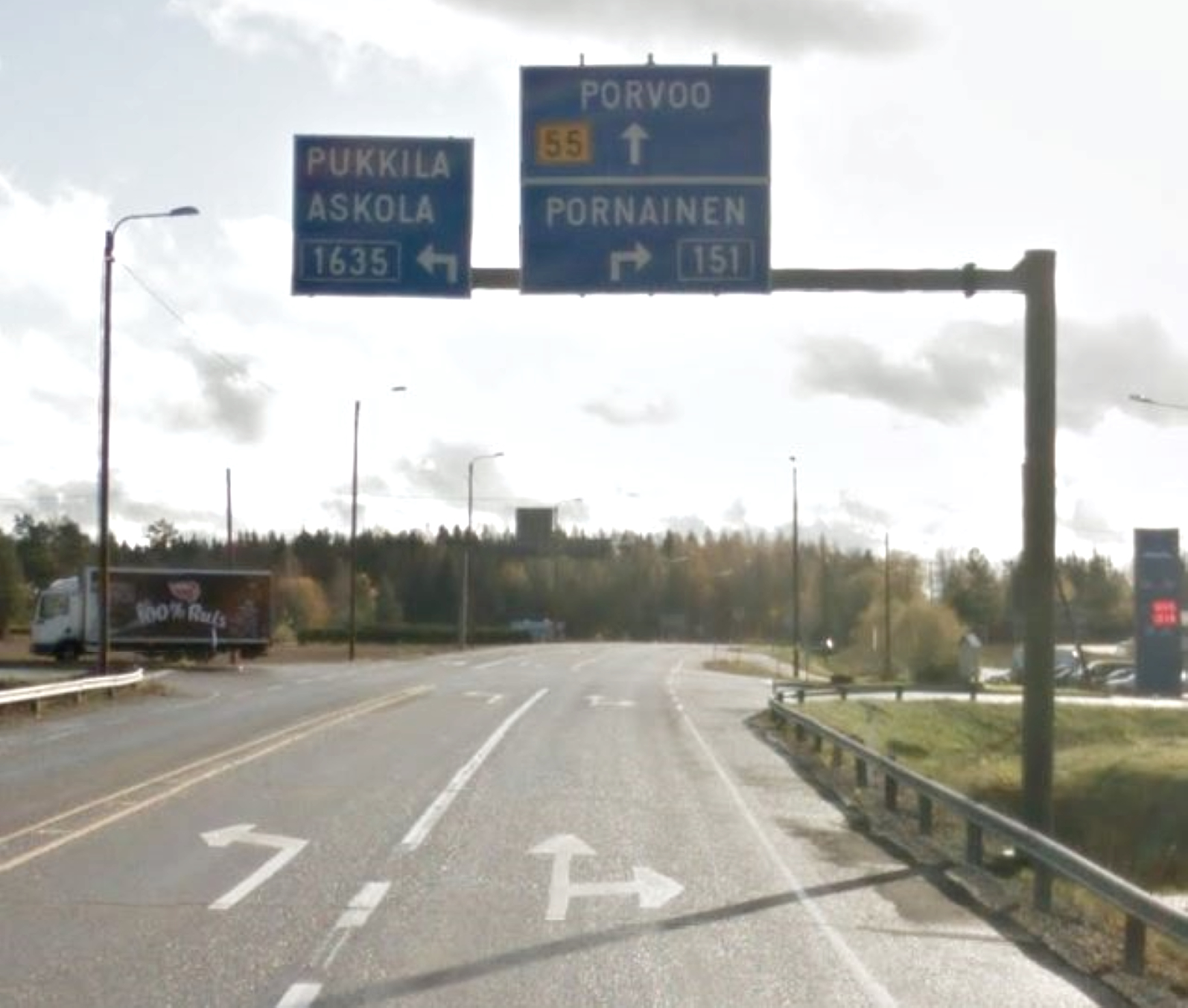
아스콜라 근처를 관통하고 있는 핀란드 55번 국도. 해당 부근에 있는 마을인 몬닌킬랴가 근처에 있다.

국도 제55호선(핀란드어: Kantatie 55, 스웨덴어: Stamväg 55)은 맨챌래와 포르보를 사이에 둔 총 연장 36km의 거리를 가진 핀란드의 2급형 일반 국도이다. 주요 경유지로는 중간에 아스콜라를 관통하는 것으로 알려져 온 것으로 보인다. 다만 맨챌래에서 항코까지는 반대 방향으로 진행되는 경로를 가지고 있으며, 그 부근에는 1급 국도인 국도 제25호선과도 접촉된다.

## 주요 경유지
해당 도로는 다음과 같이 통과한다.
- 맨챌래 (맨챌래와 세크스호(영어판))
- 아스콜라 (바히야르비(핀란드어판)와 몬닌킬랴(영어판))
- 포르보